# Christine Rogoll
Christine „Tine“ Rogoll (* Mai 1979 in Radebeul) ist eine deutsche Regisseurin.

## Leben
Tine Rogoll wuchs in Berlin und Gransee  auf. Sie arbeitete seit 2001 zunächst als Regie-Assistentin (u. a. Detlev Buck und Lars Kraume). Ab 2018 führte sie Regie bei Fernsehproduktionen (z. B. WaPo Duisburg und Filmen wie Sachertorte). Sie lebt mit Lebensgefährten und einem Kind in Berlin.

## Filmografie (Auswahl)
- 2001: Die Ärzte: Rock‘n‘Roll-Übermensch (Musikvideo, Regie-Assistenz)
- 2003: Wedding Daydream (Regie-Assistenz)
- 2005: Knallhart (Regie-Assistenz)
- 2008: Lila, Lila (Regie-Assistenz)
- 2011: Die Vermessung der Welt (Regie-Assistenz)
- 2012: Tatort: Borowski und der brennende Mann (Regie-Assistenz)
- 2017: Das schweigende Klassenzimmer (Regie-Assistenz)
- 2018: Die neue Zeit (Fernsehserie, Regie-Assistenz)
- 2022: Sachertorte (Regie)
- 2022: WaPo Duisburg (Fernsehserie, Folgen 1x05–1x08, Regie)
- 2023: Vorübergehend glücklich – Vredenhorst (Regie)
- 2023: Vorübergehend glücklich – Opimaral (Regie)
- 2024: Rosen und Reis (Regie)
- 2024: Gerlau Girls (Regie)